# Pasta americana

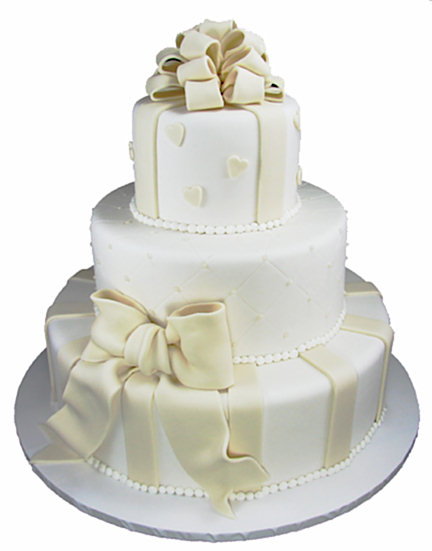
Bolo de casamento coberto com fondant

A pasta americana ou fondant é um tipo de massa de açúcar fundido que solidifica após ser aplicada sobre o bolo ou doce, adquirindo uma coloração opaca.
É uma calda feita à base de açúcar, manteiga e leite. Essa calda é um tipo de cobertura muito utilizada na confeitaria, podendo ser usada na composição de bolos, tortas, doces variados, pães, sorvetes, donuts, trufas, doce finos, massas folhadas. Tipicamente, possui um tom claro, mas pode ser utilizado corantes para variar sua apresentação. Quando usado como cobertura de bolos, é indicado para receitas que não precisem de muita refrigeração, diferente do Glacê real, que é usada para o acabamento da decoração de bolos, que ficam expostos por mais tempo.[carece de fontes?]
Eventualmente, podem surgir variações, como quando adicionado de chocolate e gemas, caramelo e ovos, doce de leite ou frutas vermelhas. Contudo, esse doce não deve ser confundido com o "Fondant de Leite" que, segundo a legislação brasileira por meio da Resolução CNNPA n° 12, de 1978 da ANVISA, no item Balas, Caramelos e Similares, está definido como produto semi-sólido preparado à base de leite e açúcares, contendo microcristais de sacarose dispersos em sua massa.